# Unione Sportiva Calcio Grumese 1983-1984
Questa voce raccoglie le informazioni riguardanti l'Unione Sportiva Calcio Grumese nelle competizioni ufficiali della stagione 1983-1984.

## Rosa
| N. |                   | Ruolo | Calciatore             |
| -- | ----------------- | ----- | ---------------------- |
|    | Italia (bandiera) | P     | Michele Bianco         |
|    | Italia (bandiera) | A     | Giovanni Black         |
|    | Italia (bandiera) | D     | Carmine Capano         |
|    | Italia (bandiera) | D     | Alberto Ciucci         |
|    | Italia (bandiera) | P     | Patrizio Paolo Cotugno |
|    | Italia (bandiera) | C     | Alessandro Dati        |
|    | Italia (bandiera) |       | D'Auria                |
|    | Italia (bandiera) | A     | Raffaele Di Spirito    |
|    | Italia (bandiera) | C     | Massimo Ferraiuolo     |
|    | Italia (bandiera) | C     | Pellegrino Gaito       |
|    | Italia (bandiera) | C     | Giovanni Iuliano       |

| N. |                   | Ruolo | Calciatore         |
| -- | ----------------- | ----- | ------------------ |
|    | Italia (bandiera) |       | Lubrano            |
|    | Italia (bandiera) | C     | Ciro Milano        |
|    | Italia (bandiera) | C     | Giovanni Oddo      |
|    | Italia (bandiera) | C     | Concetto Pavano    |
|    | Italia (bandiera) | C     | Josè Picardi       |
|    | Italia (bandiera) | C     | Paolo Pucci        |
|    | Italia (bandiera) | D     | Giovanni Sieno     |
|    | Italia (bandiera) | D     | Roberto Tamburella |
|    | Italia (bandiera) | A     | Domenico Tortora   |
|    | Italia (bandiera) | D     | Antonio Vergari    |